# فيكتور فيلازكيز
فيكتور فيلازكيز (بالإسبانية: Gustavo Velázquez Ramos) هو لاعب كرة قدم باراغواياني في مركز الدفاع، ولد في 17 أبريل 1991 في Villa del Rosario, Paraguay ‏ في باراغواي. لعب مع ناسيونال أسونسيون.

## وصلات خارجية
- فيكتور فيلازكيز على موقع قاعدة بيانات كرة القدم.إي يو (الإنجليزية)
- فيكتور فيلازكيز على موقع Soccerway.com (الإنجليزية)